# Don West
El mayor Don West es un personaje de la serie de televisión Perdidos en el espacio interpretado por Mark Goddard, por Matt LeBlanc en la película de 1998 y por Ignacio Serricchio en la serie de Netflix Lost in Space estrenada en abril de 2018.

## Serie original
Nacido el 24 de julio de 1973  en la ciudad de Lowell massachusetts, EE. UU. Don se destacó en la secundaria por su habilidad en todos los deportes. Ingresó a la Academia de las Fuerzas Armadas interesado en ser piloto militar y obtuvo la licencia de piloto a los 18 años. Fue uno de los 19 pilotos candidatos a participar de la misión Júpiter 2 junto a la Familia Robinson. Debido a que le gustaba a Judy Robinson, y comenzó a cortejarla, corrieron rumores de que usaba a Judy como medio de obtener el cargo lo cual molestó al profesor John Robinson, padre de Judy y líder de la misión. La fricción no desapareció hasta pasadas muchas semanas después del preplaneo. Maureen Robinson, madre de Judy, se oponía a la relación pensando que Judy era una niña tímida e inexperta mientras que West tenía fama de mujeriego. Finalmente, Don fue seleccionado para el cargo, ascendido a mayor y compartió el destino de la familia Robinson cuando se perdieron por el sabotaje de Smith.
Continuó su relación romántica con Judy a través del tiempo, si bien la propia Judy afirmaba que no tenía donde escoger.
La relación de Don con el Dr. Zachary Smith fue siempre tirante. Ambos personajes se odiaban mutuamente y estaban en frecuente conflicto. Don siempre amenazaba con agredir a Smith y este le temía cobardemente, pero también lo insultaba. Cuando un ser extraterrestre buscaba características para la personalidad de un ser humanoide artificial, obtuvo (por mediación del Dr. Smith) todas las virtudes de los miembros de la familia Robinson, pero los defectos los obtuvo de Smith y West.

## Piloto de 2003
Cuando se intentó un remake de la serie en el 2005 (el proyecto fue finalmente abandonado) los productores fusionaron al personaje de Don West con el del Dr. Smith creando un Don West más oscuro y solitario (similar a la personalidad original de Smith).

## Serie de 2018
Ignacio Serricchio fue seleccionado como el actor a interpretar el personaje. Netflix lo ha descrito como un "rudo traficante de objetos de lujo que nunca habría sido seleccionado como colono en primer lugar de no haberse perdido junto a los Robinsons, pero que descubre en ellos la familia que nunca tuvo".